# Platylecanium cocotis
Platylecanium cocotis är en insektsart som beskrevs av Robert Malcolm Laing 1925. Platylecanium cocotis ingår i släktet Platylecanium och familjen skålsköldlöss. Inga underarter finns listade i Catalogue of Life.